# Guerra di Fiandra
La guerra di Fiandra, chiamata anche guerra franco-fiamminga o guerra di liberazione delle Fiandre, fu un conflitto che oppose la contea delle Fiandre al regno di Francia di Filippo il Bello dal 1297 al 1305.

## Antefatti
La contea di Fiandra era formalmente parte del regno di Francia dal trattato di Verdun dell'843, ma era di fatto una contea indipendente. Quando Filippo il Bello salì al trono francese nel 1285, le Fiandre comprendevano alcune tra le più ricche città dell'epoca, come Bruges, Gand, Ypres, Lilla e Douai. 
Salito al trono Filippo IV si trovò dinnanzi a una terribile sfida: a sud-ovest Edoardo I d'Inghilterra, re d'Inghilterra e duca d'Aquitania, accarezzava il desiderio di rompere i legami di vassallaggio con il re di Francia, mentre, al nord, il conte di Fiandra, Guido di Dampierre, ambiva a far divenire la propria una contea indipendente. I due potenti signori si allearono contro Filippo il Bello, il quale, preoccupato da tale alleanza, per allentare la morsa, nella quale stava per essere serrato, nel giugno del 1297 entrò in Fiandra.
La contea fu occupata dai francesi, poi si ebbe una tregua che si protrasse fino al 1300. Filippo IV aveva installato delle guarnigioni nelle città fiamminghe e disposta la costruzione di una fortezza nel centro di Lilla, punto chiave per l'ingresso in Fiandra.
Nel 1288, Filippo impose tasse più gravose, il che esasperò i contrasti con il conte delle Fiandre Guido di Dampierre. Nel 1294, Guido definì il matrimonio tra sua figlia Philippa con Edoardo, principe di Galles: Filippo allora imprigionò Philippa, per indurre Guido ad annullare il contratto di nozze.
A fronte di questo oltraggio, Guido si appellò al re d'Inghilterra Edoardo I (padre di Edoardo II), già in attrito con Filippo; in risposta, Filippo annesse la Fiandra ai domini reali e v'inviò un'armata sotto il comando di Roberto II d'Artois. Nel frattempo inoltre la sua diplomazia riuscì a far rompere l'alleanza fra Edoardo I d'Inghilterra e Guido di Dampierre. Nel 1300 la guerra riprese.

## 1297-1303
Il conte fiammingo venne facilmente sconfitto nella battaglia di Furnes il 20 agosto 1297, il che indusse Edoardo I d'Inghilterra a siglare la pace con Filippo l'anno seguente. Nel 1299 i francesi invasero nuovamente le Fiandre  prendendo prigionieri Guido e due suoi figli (Robert e Guillaume) nel gennaio 1300. A maggio, tutta la Fiandra era sotto il controllo francese.
Filippo il Bello nominò governatore Jacques de Châtillon, che stabilì un governo repressivo e impose nuove tasse. A questo punto, le gilde urbane, fino a quel momento neutrali, stabilirono un'alleanza con i nobili fiamminghi che sostenevano il conte; il 19 maggio 1302 una ribellione scoppiò a Bruges, durante la quale tutti i sostenitori locali del re di Francia vennero uccisi (mattinate di Bruges).
La rivolta divampò, guidata dal giovane figlio di Guido, Guillaume de Juliers (anche chiamato in inglese William of Jülich o, in fiammingo, Willem van Gulik), sostenuto dallo zio, marchese di Namur e ben presto tutte le Fiandre furono sotto il loro controllo, tranne Cassel e Courtrai che rimasero in mano francese e Gand che si dichiarò neutrale.
I Fiamminghi assediarono Courtrai il 9 luglio 1302, mentre una potente armata guidata dal conte Roberto II d'Artois veniva a combattere la ribellione. L'11 luglio si svolse la battaglia di Courtrai, che vide la disfatta della cavalleria francese su un terreno zuppo d'acqua, in cui i cavalli non potevano manovrare. Le Fiandre ritrovarono una piena indipendenza.
Filippo il Bello, desideroso di vendicarsi, ricostruì un'armata sotto il comando di Gaucher de Châtillon, conestabile di Francia. L'incontro con le forze di Fiandra guidate da Guillaume de Juliers avvenne il 30 agosto 1302, tra Arras e Douai: le due armate si ritirarono senza combattere, dopo una negoziazione.
Il 4 aprile 1303, Guillaume de Juliers conquistò Arques. Gaucher de Châtillon tentò di riprenderla, ma senza successo. La guerra sembrava conclusa.

## 1304-1305
Nel frattempo, le Fiandre erano in guerra anche con la contea di Hainaut, nei Paesi Bassi, fin dal 1244, per una questione di eredità.
Il 10 e 11 agosto del 1304 una flotta franco-olandese al comando del genovese Rainieri Grimaldi, batté una flotta fiamminga nella battaglia di Zierikzee, prendendo prigioniero il comandante fiammingo Guy de Namur. Una settimana dopo, il 18 agosto, lo stesso Filippo il Bello scese in campo al comando dell'armata francese e sconfisse i fiamminghi nella battaglia di Mons-en-Pévèle, facendo numerose vittime. L'esito della battaglia fu incerto, ma la morte del comandante delle truppe di Fiandra, Guillaume de Juliers, e le alte perdite spinsero i fiamminghi a chiedere la pace.

## Il trattato di Athis
Il trattato di Athis, firmato il 23 giugno 1305 ad Athis-sur-Orge, riconobbe l'indipendenza fiamminga, ma a prezzo di un pesante tributo e della perdita delle città di Lilla, Douai e Orchies, che divennero francesi.